# 진리론
진리론(眞理論, alethiology, "알레테이아의 연구")은 문자적으로 진리에 관한 연구를 뜻하지만, 진리의 본질에 관한 연구로 더 정확하게 번역될 수 있다.

## 역사
진리론은 지식 연구인 인식론과 동의어이며, 둘을 구분하는 것은 단순한 의미론에 불과하다고 주장할 수 있지만, 때로는 둘 사이에 구분이 존재하기도 한다. 인식론은 지식과 그 습득을 연구하는 학문이다. 진리론은 특히 진리의 본질에 관심을 두는데, 이는 인식론자들이 연구하는 여러 분야 중 하나일 뿐이다.
진리론 용어는 드물다. 10권짜리 라우틀리지 철학 백과사전에서는 "Lambert, Johann Heinrich (1728–77)"라는 논문에서 단 한 번 언급된다:
『신오르가논』의 두 번째 부분은 '진리론 또는 진리의 교리'이다. 여기서 랑베르의 핵심 관심사는 참된 명제의 논리적 구성을 위한 구성 요소가 되는 단순 개념의 본질과 기능에 있다.

브리태니커 백과사전 제11판에서는 이 분야를 "... 윌리엄 해밀턴 경이 진리와 오류를 구별하는 규칙을 다루면서 철학적 저술에서 사용한 진리 교리를 표현하는 흔치 않은 표현"이라고 설명한다.
이 용어는 캐런 L. 카의 저서 『허무주의의 평범화』(17~18쪽)에서 여러 다른 유형의 허무주의, 특히 인식론적 허무주의과 대조적으로 등장한다. 이후 여러 철학자들의 견해는 '진리론적 허무주의', '인식론적 허무주의' 등으로 구분된다.

## 같이 보기
- 진리의 기준
- 진리의 이론

## 인용
1. ↑  〈Alethiology〉. 《Oxford Dictionaries (online)》. 2018년 9월 10일에 원본 문서에서 보존된 문서. 2018년 9월 10일에 확인함.
2. ↑  〈Lambert, Johann Heinrich (1728–77)〉. 《Routledge Encyclopedia of Philosophy》 1.0판. London: Routledge. 1998. ISBN 978-0415073103.
3. ↑   Chisholm, Hugh, 편집. (1911). 〈Alethiology〉. 《브리태니커 백과사전》 1 11판. 케임브리지 대학교 출판부. 543쪽.
4. ↑  Karr, Karen L. (1992). 《The Banalization of Nihilism》. State University of New York Press. ISBN 0-7914-0833-7.